# Assistance gravitationnelle
L’assistance gravitationnelle ou appui gravitationnel ou fronde gravitationnelle, dans le domaine de la mécanique spatiale, est l'utilisation volontaire de l'attraction d'un corps céleste (planète, lune) pour modifier en direction et en vitesse la trajectoire d'un engin spatial dans l'espace (sonde spatiale, satellite artificiel…). L'objectif est d'utiliser ce phénomène pour économiser le carburant qui aurait dû être consommé par le moteur-fusée du véhicule pour obtenir le même résultat. Toutes les sondes spatiales à destination des corps célestes éloignés de la Terre ou a contrario très proche du Soleil (Mercure), qui ont comme dénominateur commun de nécessiter une vitesse de lancement particulièrement importante, ont recours à cette méthode.

## Explication

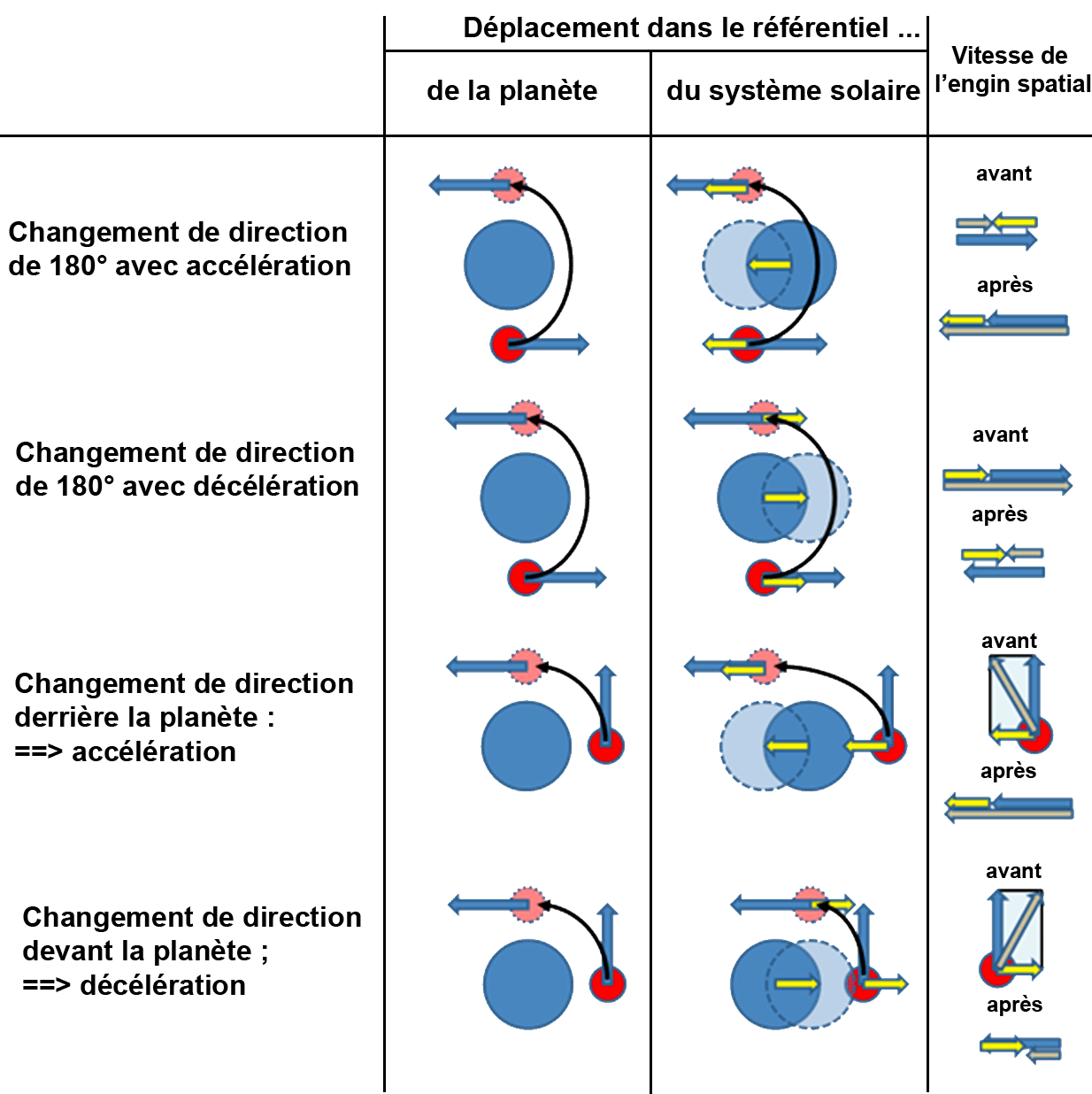
Exemples simplifiés de manœuvres d'assistance gravitationnelle.

Un engin spatial peut utiliser la force d'attraction d'un corps céleste, typiquement une planète, pour changer la direction et la valeur de sa vitesse (Dans l'espace celle-ci en l'absence d'influence reste globalement rectiligne et uniforme). Le champ gravitationnel de ce corps céleste étant en mouvement (la planète orbite autour de l'étoile), quand l'engin pénètre dans sa zone d'influence gravitationnelle, il est accéléré (ou décéléré en fonction de sa trajectoire). Il est  comme "pris en main" par ce champ gravitationnel en mouvement, qui communique une partie de son mouvement orbital à la sonde, comme une fronde communique son mouvement et sa vitesse à son projectile, d'où le nom de "fronde gravitationnelle". De plus, un peu comme une balle de golf est déviée par un trou si elle ne tombe pas dedans, la direction de son vecteur vitesse est influencée par le passage de l'engin dans le champ gravitationnel du corps céleste. En calculant précisément la trajectoire d'entrée dans le champ gravitationnel du corps céleste, on peut imprimer à la trajectoire de l'engin l'accélération et le changement de direction voulu dans des limites dépendant de la masse de la planète et la distance de survol.
Dans les diagrammes suivants, une sonde spatiale frôle une planète selon deux scénarios. La courbe rouge dans le graphique représente l'évolution de la vitesse de la sonde dans le temps, dans le référentiel héliocentrique. En passant à l'arrière de la planète par rapport à son déplacement sur son orbite, la sonde exerce une attraction sur la planète qui diminue très légèrement la vitesse et l'énergie cinétique de la planète (sa masse étant très supérieure à celle de la sonde, l'effet est négligeable pour la planète) ; par conservation, le transfert d'énergie profite à la sonde qui gagne de la vitesse après son passage. À l'inverse, en passant à l'avant de la planète, la sonde cède une partie de son énergie cinétique à la planète, ce qui lui fait perdre de la vitesse.

Assistance gravitationnelle
Pour accélérer, la sonde spatiale passe derrière la planète. La courbe rouge dans le graphique représente l'évolution de la vitesse de la sonde dans le temps, dans le référentiel héliocentrique (solaire).
Représentation identique pour une manœuvre visant à perdre de la vitesse dans le référentiel solaire.

## Historique
La manœuvre d'assistance gravitationnelle est évoquée pour la première fois dans les écrits de deux pionniers soviétiques de l'astronautique,  Iouri Kondratiouk et Friedrich Tsander, entre 1918 et 1925. Cette idée est reprise dans les années 1950 dans la littérature technique occidentale. L'agence spatiale américaine, la NASA, est la première à mettre en œuvre l'assistance gravitationnelle au début des années 1970 pour la mission Mariner 10 (survol de Vénus) et les missions Pioneer (survol des planètes externes du système solaire).

## Limites
Le changement de vitesse est d'autant plus important que la planète est massive et la distance de survol est faible. Toutefois la réalisation de cette manœuvre doit prendre en compte les contraintes suivantes : 
- Si la planète a une atmosphère, la sonde spatiale doit passer à une distance suffisante pour éviter un freinage par celle-ci si l'objectif est d'accélérer, et  dans tous les cas pour éviter une rentrée atmosphérique.
- La trajectoire de la planète et de la sonde spatiale doivent coïncider pour que le survol puisse avoir lieu. Dans certains cas comme pour les missions Voyager, il s'écoulera plus d'un siècle avant que la position respective des planètes ayant permis leur mission se reproduise.

## Formule de calcul dans le cas d'une trajectoire commune
Dans le cas peu réaliste, mais instructif, où la sonde spatiale suit une trajectoire qui est très proche de celle de la planète, on peut faire un calcul simple. L'interaction entre sonde et planète étant brève par rapport à la période de révolution de la planète, on approxime leurs trajectoires par des parties d'une même droite. La formule de calcul permettant de déterminer le résultat de l'assistance gravitationnelle dérive de la formule de calcul plus générale appliquée lors d'une collision élastique. Dans les deux cas, la quantité de mouvement et l'énergie cinétique de l'ensemble formé par la sonde et la planète sont conservées. Soit {\displaystyle m_{1}} et {\displaystyle m_{2}} les masses respectives de la sonde et de la planète, qui sont animées des vitesses respectives dans le référentiel héliocentrique {\displaystyle \mathbf {u} _{1}} et {\displaystyle \mathbf {u} _{2}} avant le survol et {\displaystyle \mathbf {v} _{1}} et {\displaystyle \mathbf {v} _{2}} après le survol. La conservation de la quantité de mouvement se traduit par l'équation suivante : 
{\displaystyle \,\!m_{1}\mathbf {u} _{1}+m_{2}\mathbf {u} _{2}\ =\ m_{1}\mathbf {v} _{1}+m_{2}\mathbf {v} _{2}}.
La conservation de l'énergie cinétique se traduit par l'équation suivante:
{\displaystyle {\tfrac {1}{2}}m_{1}u_{1}^{2}+{\tfrac {1}{2}}m_{2}u_{2}^{2}\ =\ {\tfrac {1}{2}}m_{1}v_{1}^{2}+{\tfrac {1}{2}}m_{2}v_{2}^{2}}.
Si la trajectoire de la sonde est quasiment la même que celle de la planète, les vitesses {\displaystyle \mathbf {v} _{1}} et {\displaystyle \mathbf {v} _{2}} sont colinéaires et elles peuvent être déterminées lorsque {\displaystyle \mathbf {u} _{1}} et {\displaystyle \mathbf {u} _{2}} sont fournies:
{\displaystyle {\begin{array}{ccc}\mathbf {v} _{1}&=&\displaystyle {\frac {m_{1}-m_{2}}{m_{1}+m_{2}}}\mathbf {u} _{1}+{\frac {2m_{2}}{m_{1}+m_{2}}}\mathbf {u} _{2}\\\mathbf {v} _{2}&=&\displaystyle {\frac {2m_{1}}{m_{1}+m_{2}}}\mathbf {u} _{1}+{\frac {m_{2}-m_{1}}{m_{1}+m_{2}}}\mathbf {u} _{2}\end{array}}}.
La masse de l'engin spatial ({\displaystyle m_{1}}) est négligeable par rapport à celle de la planète ({\displaystyle m_{2}}) ({\displaystyle m_{1}\ll m_{2}}), aussi l'équation peut-elle être simplifiée de la manière suivante :
{\displaystyle {\begin{array}{ccc}\mathbf {v} _{1}&\approx &-\mathbf {u} _{1}+2\mathbf {u} _{2}\\\mathbf {v} _{2}&\approx &\mathbf {u} _{2}\end{array}}}.

## Cas d'utilisation
L'assistance gravitationnelle est utilisée :
- Lorsque la masse d'ergols nécessaire pour que la sonde spatiale atteigne son objectif ou qu'elle puisse le faire dans un délai raisonnable (avec une vitesse suffisante) nécessite un lanceur d'une puissance dépassant tout ce qui existe dans l'offre de lancement. C'est en particulier le cas pour les sondes spatiales à destination des planètes externes (Jupiter, Saturne, etc.) ou de Mercure. L'énergie nécessaire est d'autant plus importante lorsque le point de rendez-vous est très éloigné du plan de l'écliptique (ce pourrait être le cas de  Pluton sur la majeure partie de son orbite).
- Lorsque les contraintes financières d'une mission sont importantes : dès la conception, le choix d'utiliser l'assistance gravitationnelle permet d'alléger la sonde et d'opter pour un lanceur moins puissant et donc moins couteux. On échange un coût contre l'allongement du transit vers l'objectif.
- Lorsque les conditions de lancement sont moins favorables que ce qui était prévu lors de la conception initiale : le recours à l'assistance gravitationnelle évite de changer de lanceur ou de revoir la conception de la mission. On modifie dans ce cas la trajectoire en ajoutant une ou plusieurs assistances gravitationnelles. La sonde Galileo a ainsi dû s'accommoder d'un lanceur moins puissant que prévu, ce qui a été compensé en modifiant sa trajectoire.
- Lorsque la fenêtre de lancement est trop contraignante (opposition de la Terre et du corps céleste cible se produisant à des intervalles de temps très éloignés), le recours à l'assistance gravitationnelle permet de choisir une orbite de transit s'écartant de l'orbite idéale (orbite de Hohmann) et ainsi de réduire la contrainte pesant sur la fenêtre de lancement.
- Une fois l'engin spatial en orbite autour de la planète cible, si celle-ci comporte des satellites naturels suffisamment massifs (par exemple Jupiter), le recours à l'assistance gravitationnelle par le survol de ces satellites permet de modifier l'orbite de l'engin spatial dans le but par exemple de diminuer l'altitude de survol de la planète ou d'effectuer des survols rapprochés de certains des satellites.

## Combinaisons utilisées dans le système solaire
| Planète | Gain vitesse | Altitude plancher |
| --- | ------------ | ----------------- |
| Mercure | 2,9 km/s     | 200 km            |
| Vénus | 7,4 km/s     | 300 km            |
| Terre | 7,9 km/s     | 250 km            |
| Lune | 1,6 km/s     | 200 km            |
| Mars | 3,4 km/s     | 200 km            |
| Jupiter | 37 km/s      | 30 000 km         |
| Saturne | 17 km/s      | 80 000 km         |
| Gain de vitesse maximal obtenu à l'altitude plancher L'altitude plancher est contrainte par la présence d'une atmosphère ou une distance de sécurité (200 km). |              |                   |

Une sonde spatiale peut enchainer une ou plusieurs assistances gravitationnelles pour atteindre son objectif. Les trajectoires les plus courantes utilisent une unique assistance gravitationnelle de la Terre (abrégé en anglais en EGA) ou un survol de Vénus puis de la Terre (VEGA) ou un survol de Vénus suivi de deux survols de la Terre (VEEGA).
Pour EGA, utilisée par exemple par Juno pour atteindre Jupiter, le lanceur place la sonde spatiale sur une orbite héliocentrique elliptique dont l'aphélie se situe entre la Terre et Jupiter. Près de ce point de son orbite, la sonde spatiale utilise sa propulsion pour ajuster sa trajectoire de manière à survoler la Terre selon l'angle et la distance souhaitée. En survolant la Terre elle gagne suffisamment de vitesse pour atteindre Jupiter dans un délai raisonnable.
De manière contre-intuitive, la trajectoire VEGA qui fait passer la sonde spatiale plus près du Soleil que la Terre est plus efficace que la trajectoire précédente car elle combine en une seule orbite autour du Soleil l'apport en vitesse de Vénus et de la Terre. Toutefois l'apport par rapport à une trajectoire EGA est modéré et elle présente l'inconvénient d'exposer la sonde spatiale à un flux thermique plus important du fait de la proximité du Soleil au niveau de Vénus ce qui alourdit le système de régulation thermique de l'engin spatial. La combinaison VEEGA est souvent préférée car elle augmente considérablement la vitesse tout en permettant d'augmenter le nombre de fenêtres de lancement et de faciliter la modification de l'inclinaison orbitale. Pour les sondes spatiales se dirigeant vers les planètes externes situées au delà de Jupiter (Saturne, ...), l'assistance gravitationnelle  de cette planète est une manœuvre obligée car elle seule permet grâce à sa masse d'accroitre suffisamment  la vitesse pour atteindre ces objectifs lointains dans des délais raisonnables. Mars est parfois utilisée (Rosetta  a utilisé la combinaison EMEEGA) mais sa faible masse (11% de celle de la Terre) ne permet pas un gain  de vitesse important.

## Missions spatiales ayant utilisé cette manœuvre

### Premières sondes spatiales utilisant l'assistance gravitationnelle
Les premières sondes à utiliser cet effet sont Pioneer 10 et 11, lancées respectivement en 1972 et 1973 et utilisant l'accélération communiquée par Jupiter pour continuer leur voyage vers Saturne, ainsi que Mariner 10 (1973) qui a utilisé l'accélération communiquée par Vénus pour atteindre Mercure.

### Voyager 2
Voyager 2, qui a fait le tour des planètes géantes, a été propulsée vers Jupiter sur une orbite particulière qui n'est pas une orbite standard de transfert de Hohmann. Sans utiliser l'effet de fronde gravitationnelle, la sonde aurait dû prendre, dans le meilleur des cas, à peu près 30 ans, contre un voyage effectif de 12 ans pour atteindre Neptune. Voyager a bénéficié d'une configuration des planètes qui ne se reproduit qu'une fois tous les 176 ans environ.
L'arrivée de la sonde spatiale a été soigneusement calculée de sorte qu'elle passe derrière Jupiter dans son orbite autour du Soleil. Quand la sonde est arrivée, elle est « tombée » vers Jupiter, sous l'influence de son champ de gravité. L'orbite était néanmoins faite pour que la sonde passe près de Jupiter mais ne s'écrase pas dessus. Après s'être approchée très près de Jupiter, elle s'est alors éloignée de la planète. Pendant cette phase d'éloignement, elle a ralenti par rapport à Jupiter. En effet, elle « s'élevait » par rapport à Jupiter, et donc ralentissait comme elle avait accéléré quand elle était tombée vers elle. Dans le cas des trajectoires dans l'espace, il y a conservation de l'énergie : la sonde a donc quitté Jupiter (ou plus exactement, sa zone d'influence gravitationnelle) avec la même énergie que quand elle y était arrivée.
Cependant, dans le référentiel héliocentrique, l'énergie de la sonde a bien changé. En effet, son vecteur vitesse a tourné dans le référentiel de Jupiter, grâce à la gravitation. Le fait qu'il ait tourné fait qu'à la sortie de la sphère d'influence de Jupiter, la somme entre le vecteur vitesse de la sonde dans le référentiel de Jupiter et le vecteur vitesse de Jupiter autour du Soleil (somme qui est donc le vecteur vitesse de la sonde autour du Soleil) est plus importante qu'avant car l'angle entre les deux vecteurs est plus faible.
Comme la force de gravité est réciproque, si la sonde a bien été accélérée par Jupiter, alors Jupiter a été ralentie par la sonde. Néanmoins, ce ralentissement de Jupiter est tout à fait infime puisque dépendant du rapport entre la masse de la sonde (moins d'une tonne, soit < 1 × 103 kg) et la masse de Jupiter (environ 2 × 1027 kg). Des milliers de sondes pourraient être envoyées de cette façon sans que Jupiter ne soit sensiblement perturbée dans sa course autour du Soleil.
Cette technique a été répétée ensuite à l'approche de Saturne et Uranus.
|                             |                      |
| Voyager 2SoleilTerreJupiter | SaturneUranusNeptune |

### Cassini-Huygens
La sonde Cassini-Huygens a utilisé à plusieurs reprises l'assistance gravitationnelle pour parvenir à Saturne. Elle a modifié son vecteur vitesse d'abord en passant à deux reprises près de Vénus puis la Terre et enfin Jupiter. L'utilisation de l'assistance gravitationnelle a allongé sa trajectoire qui a duré 6,7 ans au lieu des 6 ans nécessaires pour une orbite de transfert de Hohman mais elle a permis d'économiser un delta-V de 2 km/s permettant à cette sonde particulièrement lourde d'atteindre Saturne. Il aurait fallu donner une vitesse de 15,6 km/s à la sonde (en négligeant la gravité de Saturne et de la Terre ainsi que les effets de la trainée atmosphérique) pour la placer sur une trajectoire directe ce qu'aucun lanceur à l'époque n'aurait été capable de faire.
|  |  |

### Transit vers Jupiter de Jupiter Icy Moons Explorer
Le lanceur Ariane 5 n'est pas assez puissant pour lancer la sonde spatiale JUICE à une vitesse lui permettant d'atteindre Jupiter en suivant une trajectoire directe. Aussi, pour rejoindre le système jovien, JUICE utilise à quatre reprises l'assistance gravitationnelle des planètes intérieures, entre 2024 et 2029. Chacune de ces manœuvres permet d'accroitre sa vitesse.
La première, qui enchaine un survol de la Lune et un de la Terre (une première spatiale), a lieu les 19 et 20 août 2024. La planète Vénus fournit la deuxième assistance gravitationnelle le 31 août 2025. Enfin, la Terre (sans la Lune) est survolée le 29 septembre 2026 puis le 18 janvier 2029. La sonde spatiale doit passer au plus près du Soleil lors de son survol de Vénus, à une distance de 0,64 unité astronomique de l'astre.
L'utilisation conjointe du champ gravitationnel de la Terre et de la Lune est une première dans le domaine de l'assistance gravitationnelle.

### La mission Dragonfly: incidence du choix du lanceur
|                                                           | Scénario initial (EVEEGA) | Scénario adopté (EGA) |
| --------------------------------------------------------- | ------------------------- | --------------------- |
| Lanceur                                                   | Atlas V,...               | Falcon Heavy, ...     |
| C3 du lanceur                                             | 20 km2/s2                 | 55 km2/s2             |
| Durée transit                                             | 9,9 ans                   | 6,4 ans               |
| Delta-V¹ (==> quantité ergols)                            | 227,5 m/s                 | 650 m/s               |
| Distance minimum du Soleil                                | 0,615 U.A.                | 0,9 U.A.              |
| Énergie disponible à l'arrivée                            | 82 W.                     | 91 W.                 |
| ¹Gain de vitesse à obtenir durant le transit Terre-Titan. |                           |                       |

La mission Dragonfly, qui a été  sélectionnée en 2019 par la NASA, doit être lancée vers 2027 à destination de Titan, lune de la planète Saturne. Cette trajectoire nécessite une vitesse d'évasion très importante. Le scénario initial reposait sur l'utilisation d'un lanceur de moyenne puissance et une trajectoire de type EVEEGA (quatre manœuvres d'assistance gravitationnelle dont trois de la Terre et une de Vénus). Pour réduire la durée du transit de la sonde spatiale entre la Terre et Titan (l'arrivée était prévu en 2036), la NASA a accepté le recours plus couteux à un lanceur lourd permettant une arrivée fin 2033. Le changement de lanceur a permis une grande simplification puisque la trajectoire ne nécessite plus qu'une seule manœuvre gravitationnelle de la Terre (EGA) et présente deux autres avantages avec une contrepartie sur la quantité d'ergols emportés : allégement du système de régulation thermique (la sonde spatiale passe plus loin du Soleil), énergie disponible supérieure à l'arrivée (vieillissement moins important du générateur thermoélectrique à radioisotope). Les deux scénarios sont comparés dans le tableau ci-contre.

### Liste des sondes spatiales ayant utilisé l'assistance gravitationnelle
| Mission         | Date lancement | Destination finale                    | Masse au décollage | Lanceur                           | Agence spatiale | Assistance gravitationnelle de ... | Commentaire |
| --------------- | -------------- | ------------------------------------- | ------------------ | --------------------------------- | --------------- | ---------------------------------- | --- |
| Pioneer 10      | 1972           | Neptune (survol)                      | 258 kg             | Atlas-Centaur                     | NASA            | Jupiter                            | |
| Mariner 10      | 1973           | Mercure (survol)                      | 503 kg             | Atlas-Centaur                     | NASA            | Vénus                              | Bien que lancée après Pioneer 10, sur le plan calendaire, c'est la première mission à avoir effectué une manœuvre d'assistance gravitationnelle. |
| Pioneer 11      | 1973           | Saturne (survol)                      | 258 kg             | Atlas-Centaur                     | NASA            | Jupiter                            | |
| Voyager 1       | 1977           | Saturne (survol)                      | 720 kg             | Titan IIIE/Centaur                | NASA            | Jupiter                            | |
| Voyager 2       | 1977           | Neptune (survol)                      | 720 kg             | Titan IIIE/Centaur                | NASA            | Jupiter                            | |
| Galileo         | 1989           | Jupiter (orbite)                      | 2,4 tonnes         | Navette spatiale américaine + IUS | NASA            | Vénus+Terre+Terre                  | |
| Ulysses         | 1990           | Orbite héliocentrique (1,35 x 5,4 UA) | 370 kg             | Navette spatiale américaine       | NASA/ESA        | Jupiter                            | |
| NEAR Shoemaker  | 1996           | Astéroïde                             | 805 kg             | Delta II                          | NASA            | Terre                              | |
| Cassini-Huygens | 1997           | Saturne (orbite)                      | 6 tonnes           | Titan IV-Centaur                  | NASA+ESA        | Vénus+Terre+ Terre+Jupiter         | |
| MESSENGER       | 2004           | Mercure (orbite)                      | 1,1 tonnes         | Delta II                          | NASA            | Vénus (x6)                         | |
| Rosetta         | 2004           | Comète Tchouri (orbite)               | 3 tonnes           | Ariane V G+                       | ESA             | Terre + Mars + Terre + Terre       | |
| New Horizons    | 2006           | Pluton (survol)                       | 478 kg             | Atlas V-551                       | NASA            | Jupiter                            | |
| Dawn            | 2007           | Veste et Ceres                        | 1,2 tonnes         | Delta II                          | NASA            | Mars                               | |
| Stardust        | 2011           | Comète                                | 400 kg             | Delta II                          | NASA            | Terre                              | |
| Juno            | 2011           | Jupiter (orbite)                      | 3,6 tonnes         | Atlas V 551                       | NASA            | Terre                              | |
| BepiColombo     | 2018           | Mercure (orbite)                      | 4,1 tonnes         | Ariane V ECA                      | ESA             | Terre + Vénus (x2) + Mercure (x6)  | |
| Lucy            | 2021           | Astéroïde troyen (survol)             | 1,6 tonnes         | Atlas V 401                       | NASA            | Terre (x3)                         | |
| JUICE           | 2023           | Jupiter (orbite)                      | 6 tonnes           | Ariane 5 ECA                      | ESA             | Terre + Vénus + Terre (x2)         | |
| Psyche          | 2023           | Astéroïde (orbite)                    | 2,9 tonnes         | Falcon Heavy                      | NASA            | Mars                               | |
| Europa Clipper  | 2024           | Jupiter (orbite)                      | 6 tonnes           | Falcon Heavy                      | NASA            | Mars + Terre                       | L'utilisation du lanceur SLS aurait permis d'éviter le recours à une assistance gravitationnelle mais il a été écarté car trop couteux.          |